# Bonsall (Californie)
Pour les articles homonymes, voir Bonsall.
Bonsall est une census-designated place située dans le comté de San Diego, dans l’État de Californie, aux États-Unis. Sa population s’élevait à 3 982 habitants lors du recensement de 2010.

## Démographie
| 2000  | 2010  | - | - | - | - |
| ----- | ----- | - | - | - | - |
| 3 401 | 3 982 | - | - | - | - |

## Source
- (en) Cet article est partiellement ou en totalité issu de l’article de Wikipédia en anglais intitulé « Bonsall, California » (voir la liste des auteurs).

1. ↑  « Statistiques des États-Unis (Californie) - Profils des communautés de 2010 » (consulté en novembre 2020)